# Atherigona orbitalis
Atherigona orbitalis este o specie de muște din genul Atherigona, familia Muscidae, descrisă de Malloch în anul 1928. Conform Catalogue of Life specia Atherigona orbitalis nu are subspecii cunoscute.